# غابرييل باسو
غابرييل باسو (بالإنجليزية: Gabriel Basso)‏ مواليد 11 ديسمبر 1994 في سانت لويس، الولايات المتحدة، هو ممثل أمريكي بدأ مسيرته الفنية عام 2007.

## الأعمال
- مقابلة بيل
- سوبر 8
- آي كارلي
- ذا ميدل
- شريكليس المخيف
- العميل الليلي

## وصلات خارجية
- غابرييل باسو على موقع IMDb (الإنجليزية)
- غابرييل باسو على موقع ألو سيني (الفرنسية)
- غابرييل باسو على موقع أول موفي (الإنجليزية)
- غابرييل باسو على موقع قاعدة بيانات الأفلام السويدية (السويدية)
- غابرييل باسو على موقع قاعدة بيانات الفيلم (الإنجليزية)
- غابرييل باسو على موقع كينوبويسك (الروسية)